# 大暮维人

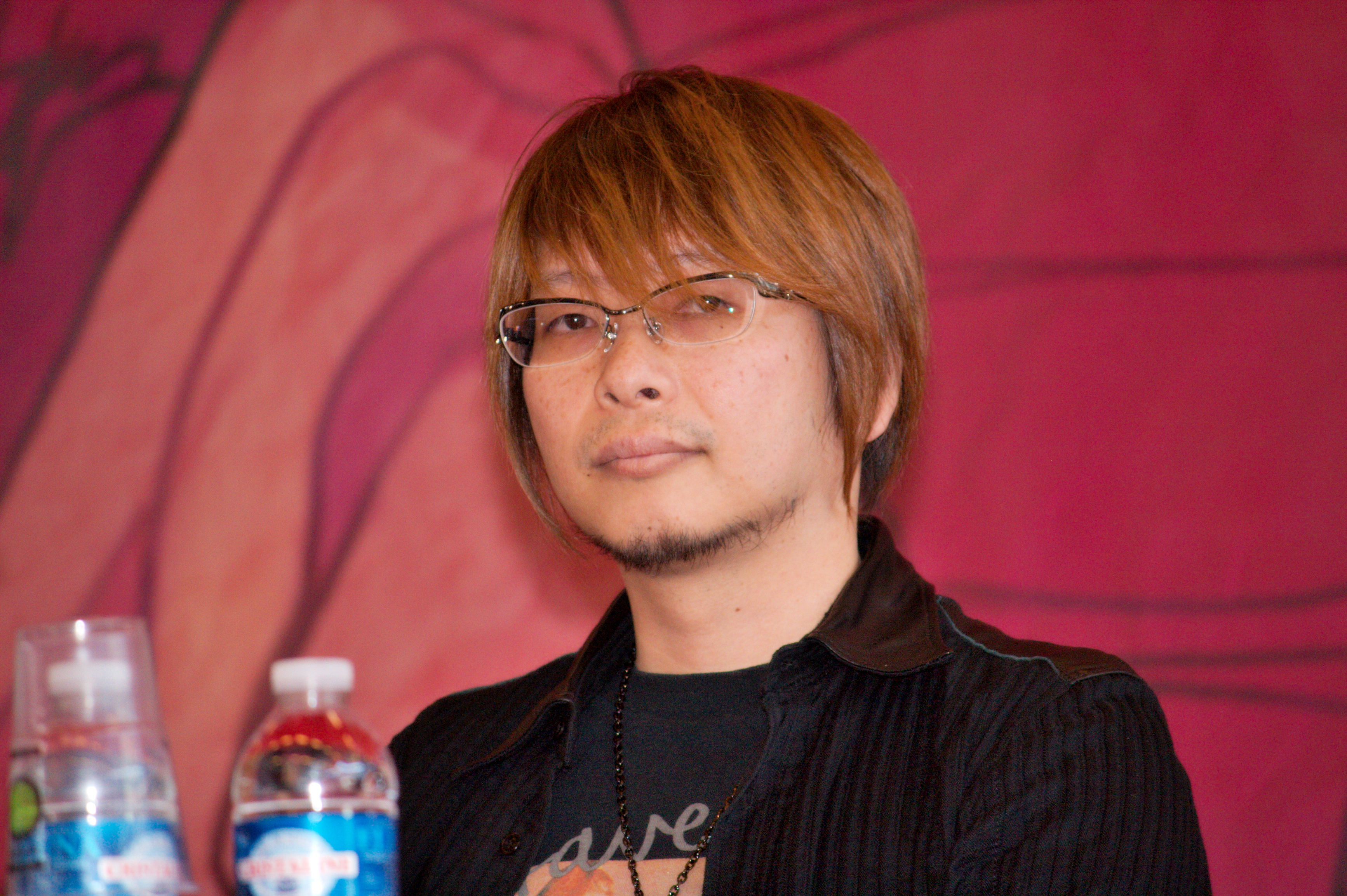
大暮维人

大暮维人（日语：／ Oh!Great，1972年2月22日—），日本漫画家，出生於宫崎县日向市。
代表作有已连载完結的《天上天下》和《飞轮少年》。

## 个人简介
早于漫画杂志《hotmilk》的漫画大赏中顺利入选，从而正式辞去原来的工作，成为了一个职业漫画家。
其在商业杂志上正式刊载的第一部漫畫是发表于《hotmilk》1995年2月号上的《september kiss》。早期是知名的成人漫画家，後來“從良”成功轉型成商業漫畫家，成名後便不再推出成人漫画。但是商業作品裡有大量非常暴露的畫面，遊走於18禁邊緣。

## 代表作品
连载作品：
- 《BURN-UP W》（1997年、全1冊）
  - 《BURN-UP EXCESS&W》（1997年）
- 《天上天下》（1997 －2010年、全22冊）
- 《魔人〜DEVIL〜》（1999 －2001年、全2冊）
- 《火魅子传～恋解～ 臥雲の章》（1999年，原案：舞阪洸、全1冊）

另发表过画集《火魅子传》原画集。
- 《飞轮少年》（2002 －2012年、全37冊）
- 《混合世界BIORG TRINITY》（《Ultra Jump》2013年1月号－2018年1月號、全14冊，原作：舞城王太郎）
- 《化物語》（《週刊少年Magazine》2018年15號－2023年15號、全22冊，原作：西尾維新）
- 《灰仭巫覡》（《週刊少年Magazine》2024年26號－、既刊4巻）